# 荊冕堂
荊冕堂（英語：The Crown of Thorns Church）位於香港葵涌德士古道67號，是香港聖公會西九龍教區轄下的一所教堂。荊冕堂是聖公會於荃灣葵青地區第一所教堂，成立於1965年。

## 歷史
1962年，聖公會主恩學校於大窩口邨 (石頭街一帶)的徙置大廈設立，當時學校除了教育工作以外，也有進行傳道工作。
1964年，聖公會港澳教區何明華會督認為，為了牧養教區學校的校內信徒，有成立新牧區的必要，於是在大窩口邨旁購地建築荊冕堂，1964年6月21日，荊冕堂舉行奠基禮，1965年落成，2月21日舉行首次主日崇拜，4月12日舉行奉獻禮。
1997年香港回歸以後，香港政府希望擴闊德士古道的交通，於是向荊冕堂收回三分之一的土地，迫使荊冕堂需要清拆重建，但荊冕堂啟動清拆工作後，政府卻收回擴闊交通的計劃，不再收地。1999年7月25日，荊冕堂舉行搬遷前的感恩崇拜，其後借用聖公會麥里浩夫人中心作為辦公，以該中心的林護堂作為崇拜的地方。2020年6月25日，舉行重建新堂的奠基禮，新堂的祝聖奉獻禮於2002年6月30日舉行。

## 崇拜時間
- 主日聖餐崇拜：11:00
- 星期六提前主日聖餐崇拜：18:00[6]

## 與主愛堂的關係
位於北葵涌聖公會主愛小學的聖公會主愛堂，由北葵涌的香港聖公會麥理浩夫人中心的社區服務，然後再進行傳道而成立的傳道區。現時主愛堂與荊晃堂於「平安夜歌述聖餐崇拜」(即平安夜)、「大齋首日悔罪塗灰禮」(即大齋首日)、「設立聖餐日崇拜暨暨濯足禮」(即耶穌受難前夜 星期四)、主復活前夕聖餐崇拜暨入門聖禮 (即復活節前夜 星期六)共同舉辦，其他時間的崇拜，兩堂則分開舉辦。

## 歷任堂主任聖品[2]
- 代理: 龍紹基會吏 (1965年2月-7月)
- 第1任: 鄺廣傑會吏 (1965年7月-1966年7月)
- 署理:  梅志仁牧師
- 第2任: 梁熾靈牧師 (1967年4月-1972年9月)
- 第3任: 鮑彼得牧師 (1972年9月-1983年8月)
- 第4任: 林彼得牧師 (1983年8月-1989年3月)
- 署理: 蘇以葆會吏長
- 第5任: 馬偉利牧師 (1989年9月-2004年)
- 第6任: 池嘉邦牧師 (2004年-2010年3月)
- 第7任: 郭志芊牧師 (2010年3月-2015年12月) (原為荊冕堂教友，於聖公會明華神學院畢業後，經牧者與牧區議會申請獲批後於2007年11月起成為助理聖品，2010年升為堂主任)[13]
- 第8任: 鄭守定牧師 (2016年1月-2020年1月)
- 第9任: 胡偉豪牧師 (2020年2月至今)[14][15]